# Мараты
Мараты — посёлок в Кочёвском районе Пермского края. Административный центр Маратовского сельского поселения.

## География
Расположен на левом берегу реки Коса при впадении в неё реки Косья. Располагается восточнее районного центра, села Кочёво. Расстояние до районного центра составляет 45 км.

## История
Посёлок был создан в 1948 году, как поселение «спецпереселенцев».
По данным на 1 июля 1963 года, в посёлке проживало 802 человека. До конца 1962 года населённый пункт входил в состав Пуксибского сельсовета Косинского района, а в 1963 году посёлок вошёл в состав Маратовского сельсовета.

## Население
По данным Всероссийской переписи населения 2010 года, в посёлке проживало 504 человека (255 мужчин и 249 женщин).
Посёлок имеет многонациональный состав: русские, коми-пермяки, украинцы, белорусы, крымские татары.